# Sankt Lukasbruderschaft Solothurn
Die Sankt Lukasbruderschaft, 1559 als Zunft der Solothurner Künstler, Glasmaler und Goldschmiede gegründet, ist die älteste noch existierende Bruderschaft der Stadt Solothurn.
Als «Freunde der schönen Künste» widmen sich die Lukas-Brüder bis heute der Förderung von Kunst und Kultur.

## Geschichte
In der Zeit der Renaissance (14. bis 16. Jh.) gründeten Künstler und Kunsthandwerker in zahlreichen europäischen Städten zunftähnliche Gilden und Bruderschaften. Benannt nach dem Evangelisten Lukas, dem Schutzpatron der Maler, hatten diese Berufsorganisationen zum Ziel, die Interessen ihrer Mitglieder zu fördern und zu schützen. Berühmte Lukasbrüder waren z. B. in Delft (NL) Jan Vermeer, in Luzern Hans Holbein d. Jüngere und in Florenz (IT) Sandro Botticelli.
Die Verbindungen zur französischen Krone hatten auch in Solothurn ein eigenständiges Kunsthandwerk entstehen lassen, weshalb sich 1559 die örtlichen Akteure zu einer Bruderschaft zusammenschlossen: Die Gründungsurkunde, der sogenannte Freiheitsbrief, verband «Molern, Glasern, Goldschmiden und Bildhoweren alhie in unserer Statte» zum Zweck der «Äufnung ehrlicher Künste». Als Gründungsmitglieder werden genannt: die Glasmaler Urs Amiet, Melchior Dürr, Wolfgang Bochly, Jürg Bochly, der Flachmaler Hans Schilt, der Goldschmied Hans Wylading sowie Jacob Löw und Thoman Locher, beide wahrscheinlich Bildhauer.

Freiheitsbrief der Sankt Lukasbruderschaft, Solothurn 1559

Die organisatorische Form der Bruderschaft war die einer Gewerbsgilde, ausgerüstet mit allen dazugehörenden Rechten und Pflichten, dies jedoch unter Ausschluss des politischen Charakters, der einzig den Handwerkszünften vorbehalten war. Innerhalb der Gilde konnte, ausser bei schweren Verbrechen, die Gerichtsbarkeit ausgeübt werden, dies vor allem bei Streitigkeiten zwischen Meistern und Gesellen. Die Gilde hatte auch das Recht zur Aufsicht über die Meister, Gesellen und Lehrbuben. Weiter durfte sie unter ihren Mitgliedern Bussen bei Versäumnissen bei Botten und Kirchgängen verhängen.
Voraussetzungen für eine Mitgliedschaft bestanden in einer Beitragspflicht, einer Einkaufstaxe von drei Pfund und einem guten Leumund. Auch waren vollständig erfüllte Lehr- und Wanderjahre und eine Meisterprüfung Bedingung für eine Aufnahme.
Als wichtige Dienstleistung unterhielt die Bruderschaft auch eine Art Krankenkasse für arme Gesellen, wobei alle Mitglieder dazu wöchentlich einen bis zwei Heller beitragen mussten. In den Satzungen wurde auch der Ausschluss eines ungehorsamen Bruders geregelt. Sollte er sich dabei den Beschlüssen des Botts nicht fügen und keine Entschuldigung vorbringen, verlor er seine Mitgliedschaft, und sein Wappen wurde aus dem Lukasbuch, welches als eigentliches Mitgliederverzeichnis galt, entfernt.
Im Zuge des Modernisierungsschubs der Helvetik (1798 bis 1803) verlor die Bruderschaft an Bedeutung. Demgegenüber darf sie aber für sich beanspruchen, in der Zeit des Kulturkampfes (1870 bis 1874) zur Versöhnung des hiesigen Bürgertums beigetragen zu haben. So liess man am jährlichen Freundschaftsessen einen speziell gestifteten Wengi-Becher kreisen – wie eine Friedenspfeife und als Zeichen der Versöhnung zwischen den unterschiedlichen bürgerlichen Lagern. Diese Tradition, der Trunk aus dem Wengi-Becher am Ende des Freundschaftsessens, ist bis heute geblieben.

## Gegenwart
Heute versammeln sich in der Sankt Lukasbruderschaft Künstler, Kunstbeflissene und Kunstsinnige zur Pflege der gegenseitigen Freundschaft und um Kunstschaffende und kulturelle Projekte aus allen Sparten in der Region Solothurn zu fördern.

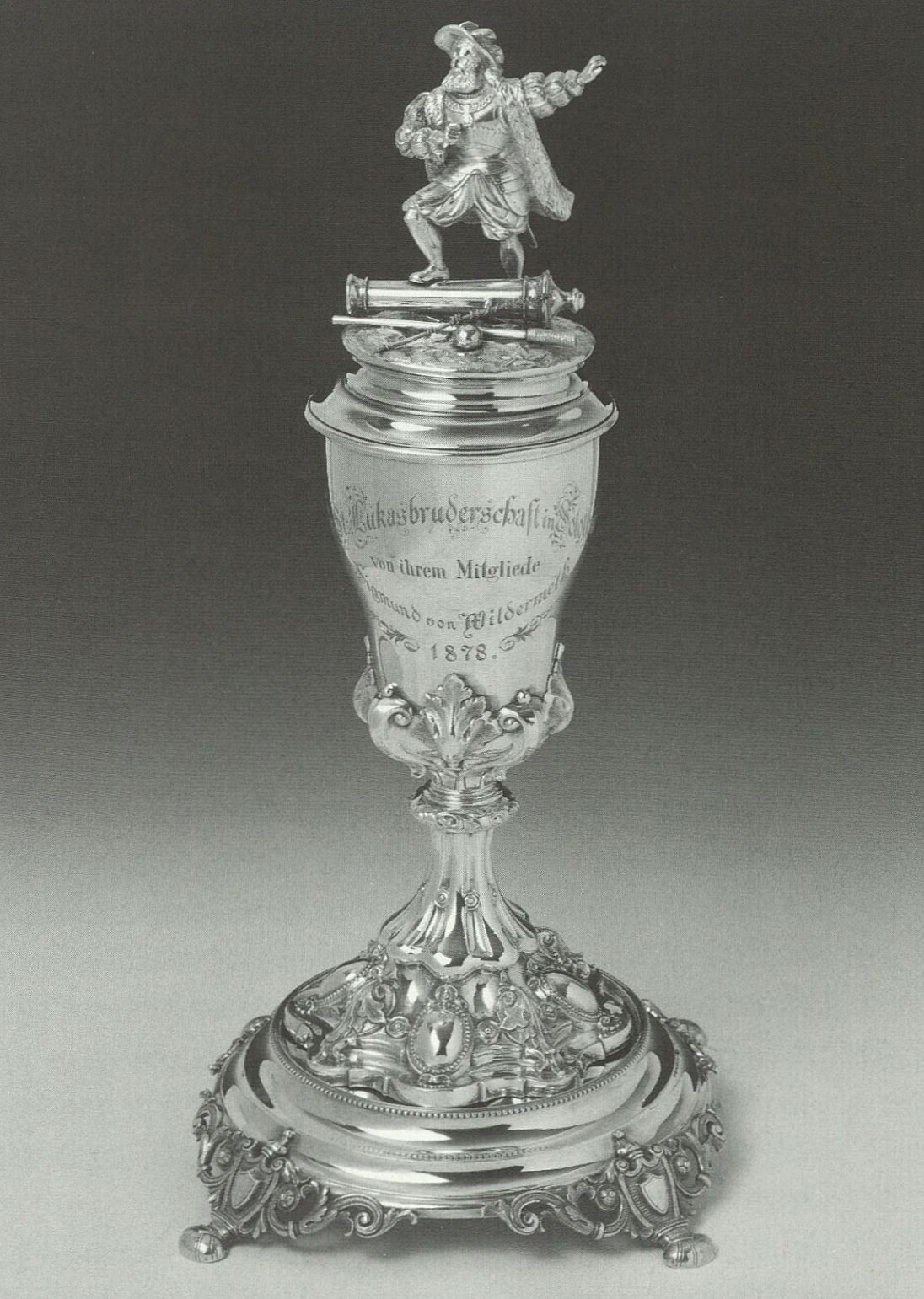
Wengibecher der Lukasbruderschaft